# Perpetual Burn
Perpetual Burn es el primer álbum de estudio del guitarrista Jason Becker, lanzado el 12 de diciembre de 1988 por Shrapnel Records en Estados Unidos, y por Roadrunner Records en Europa.

## Lista de canciones
Todas las canciones fueron escritas por Jason Becker, excepto donde está especificado.

| N.º | Título                                           | Duración |  |
| 1.  | «Altitudes»                                      | 5:40     |  |
| 2.  | «Perpetual Burn»                                 | 3:30     |  |
| 3.  | «Mabel's Fatal Fable»                            | 4:52     |  |
| 4.  | «Air»                                            | 5:39     |  |
| 5.  | «Temple of the Absurd» (Becker, Marty Friedman)  | 4:42     |  |
| 6.  | «Eleven Blue Egyptians» (Becker, Marty Friedman) | 5:44     |  |
| 7.  | «Dweller in the Cellar»                          | 6:15     |  |
| 8.  | «Opus Pocus»                                     | 5:39     |  |

## Créditos
- Jason Becker - guitarra, Teclado, Bajo, Producción musical
- Marty Friedman - solos adicionales de guitarra (canciones 5-6), Producción musical
- Atma Anur - batería
- Steve Fontano - producción musical, mezcla, ingeniero de sonido
- Joe Marquez - ingeniero de sonido
- George Horn - masterización
- Mike Varney - producción ejecutiva